# NGC 7401
NGC 7401 ist eine Spiralgalaxie vom Hubble-Typ Sa im Sternbild Fische auf der Ekliptik. Sie ist schätzungsweise 227 Millionen Lichtjahre von der Milchstraße entfernt und hat einen Durchmesser von etwa 65.000 Lj.
Im selben Himmelsareal befinden sich u. a. die Galaxien NGC 7396, NGC 7397, NGC 7398, NGC 7402.
Das Objekt wurde am 2. Oktober 1856 vom irischen Astronomen R. J. Mitchell, einem Assistenten von William Parsons, entdeckt.